# Речное (Сандыктауский район)
Речное (каз. Речное) — село в Сандыктауском районе Акмолинской области Казахстана. Входит в состав сельского округа Лесной. Код КАТО — 116449700.

## География
Село находится на реке Жыланды в северо-западной части района в 16 км на северо-запад от центра района села Балкашино, в 6 км на запад от центра сельского округа села Лесное.

### Улицы[2][3]
- ул. Бейбитшилик,
- ул. Достык,
- ул. Орталык.

### Ближайшие населённые пункты
- село Граниковка в 4 км на юге,
- село Лесное в 6 км на востоке,
- село Михайловка в 6 км на севере,
- село Приозёрное в 21 км на западе.

## Население
В 1989 году население села составляло 293 человек (из них русских 49%, казахов 25%).
В 1999 году население села составляло 238 человек (119 мужчин и 119 женщин). По данным переписи 2009 года в селе проживали 204 человека (102 мужчины и 102 женщины).
| Численность населения | Численность населения | Численность населения |
| 1989                  | 1999                  | 2009                  |
| --------------------- | --------------------- | --------------------- |
| 293                   | ↘238                  | ↘204                  |